# Rattenberg, Straubing-Bogen
Rattenberg là một đô thị trong huyện Straubing-Bogen bang Bayern, Đức.